# Prepelița
Prepelița est une commune du district de Sîngerei, en Moldavie. Elle est composée de quatre villages : Clișcăuți, Mihailovca, Prepelița et Șestaci. Elle compte 3 372 habitants en 2014.

## Personnalités notables
- Ion Ignatiuc (en)